# Splügen
Splügen (rätoromanska: Spleia) är en ort och tidigare kommun i regionen Viamala i kantonen Graubünden, Schweiz. Kommunen blev 2019 en del av den nya kommunen Rheinwald. I kommunen fanns även orten Medels im Rheinwald som tidigare var en egen kommun, men som inkorporerades 2006 i Splügen.

## Historia
Den första befolkningen var rätoromansk, men på 1290-talet började walser flytta in, varefter det tyska språket kom att ta över helt. Kyrkan är reformert. Sedan 1800-talet är Splügen huvudort i landskapet Rheinwald.